# Teatr improwizowany

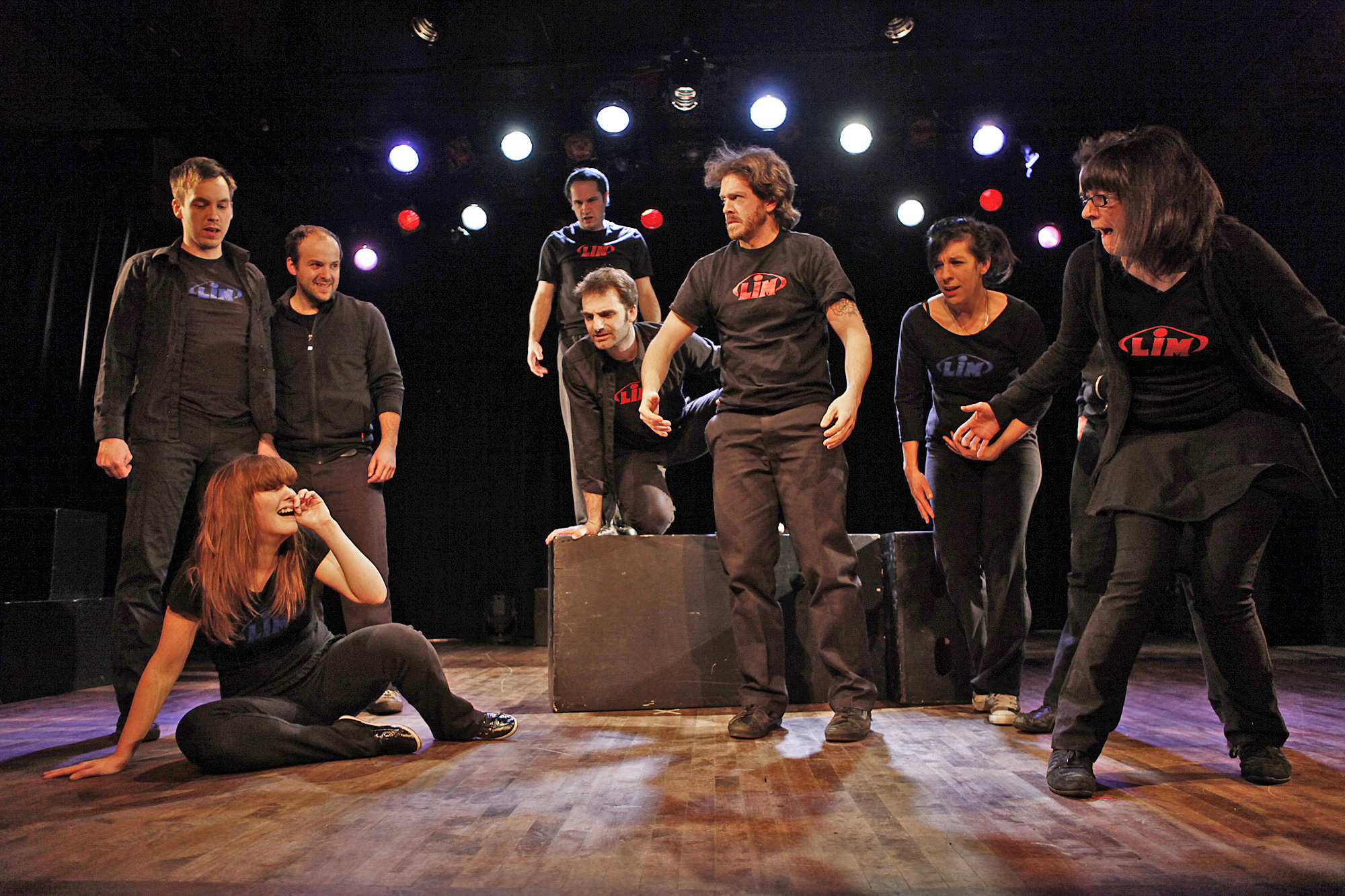
Występ Ligue d'improvisation montréalaise (LIM)

Teatr improwizowany (znany także jako impro) – forma teatru, w którym aktorzy grają spontanicznie, bez scenariusza. Współczesny teatr improwizacyjny miał swój początek na zajęciach prowadzonych przez Violę Spolin (szkoła amerykańska) i Keitha Johnstone’a (szkoła angielska) w latach 50. XX wieku. Viola Spolin – autorka książki „Improvisation for the theatre” – stworzyła reżyserskie techniki pracy z aktorami, które pomagają rozwijać spontaniczność i bardziej koncentrować się na chwili obecnej. Tworząc ćwiczenia i gry improwizacyjne, chciała pomóc aktorom odblokować potencjał twórczej ekspresji i rozwinąć kreatywność. Techniki improwizacji stworzone przez Violę Spolin używane są obecnie przez reżyserów, aktorów teatralnych i filmowych, komików oraz pisarzy.
Keith Johnstone – autor książek „Impro: Improvisation and the Theatre” oraz „Impro for Storytellers” – jest jednym z niewielu propagatorów sztuki improwizacji na świecie. Na początku chciał jedynie uczynić sztukę teatralną bardziej atrakcyjną dla zwykłych ludzi. Połączył więc sport i teatr, organizując dla grup teatralnych zawody, które polegały na konkurowaniu w grach improwizacyjnych na scenie. Kombinację tę nazwał „teatrosportami” (ang. Theatresports).
Ich technika szybko wyewoluowała, stając się niezależną formą sztuki.
We wszystkich formach improwizacji aktorzy tworzą dialogi i akcję w trakcie występowania. Nieprzewidywalna natura takiego występu nadaje się naturalnie na komedię, co może trochę tłumaczyć dlaczego przeważająca większość improwizowanych przedstawień jest komediowa, a nie dramatyczna. Dramatyczna improwizacja jest używana przez wiele grup i artystów po to, żeby stworzyć tekst i treść do późniejszych występów, tzw. teatr „organiczny” – metoda szczególnie preferowana przez twórców teatru politycznego, teatru eksperymentalnego, i praktyków terapii dramą. Improwizację równie często stosuje się podczas ćwiczeń aktorskich. Współczesną improwizowaną komedię w kulturze zachodniej można podzielić ogólnie na dwie kategorie: formę krótką (shortform) i formę długą (longform).

## Proces improwizacji
Teatr improwizowany pozwala na aktywny kontakt z publicznością, który jest często nieobecny w teatrze z udziałem scenariusza. Często grupy improwizacyjne czerpią inspirację z publiczności, prosząc ją o sugestię. Jest to sposób na zaangażowanie publiczności oraz dowód, że przedstawienie nie jest reżyserowane.
Aby zaimprowizowana scena się udała, uczestniczący w niej aktorzy muszą wspólnie określić parametry akcji i sceny. Wraz z każdym wypowiedzianym słowem, lub akcją na scenie aktor składa propozycję, tzn. że określa pewien element rzeczywistości sceny. Może to być nadanie postaci imienia, ustalenie związku (łączącego postacie), miejsca, czy fizycznego otoczenia. Te czynności są znane jako endowment. Inni aktorzy są odpowiedzialni za przyjęcie propozycji, które składają ich koledzy. Nieprzyjęcie propozycji jest znane jako blokowanie, które zwykle powoduje zatrzymanie rozwoju sceny. Niektórzy wykonawcy mogą umyślnie blokować (albo inaczej wyjść z postaci), aby wywołać komiczny efekt — nazywa się to gag — ale to generalnie powstrzymuje postęp sceny i budzi dezaprobatę wielu improwizatorów. Przyjęciu propozycji zwykle towarzyszy dodanie nowej propozycji, często zbudowanej na poprzedniej. Ten proces, nazywany przez improwizatorów „Tak, i...”, jest traktowany jako podstawa techniki improwizacyjnej. Przykładowa scena improwizowana mogłaby się zacząć następująco:
Adam: Jestem dumny z całej pracy, jakąś zrobiłeś tutaj na farmie, synu.
Bill: Tak, a ja jestem dumny z ciebie, że zrezygnowałeś z gorzały, tato.

## Improwizacja komediowa w Polsce
Komedia improwizowana w Polsce pojawiła się dużo później niż w krajach zachodnich. Pierwsze teatry improwizowane powstały ok. 2007 roku:
- No Potatoes (Lublin) zał. Przemysław Buksiński (aktualnie: Poławiacze Pereł Improv Teatr)
- Grupa AD HOC (Kraków)
- Teatr improwizowany Klancyk (Warszawa)
- W Gorącej Wodzie Kompani (Gdańsk)

W 2017 roku w Polsce istnieje ponad 100 amatorskich teatrów zajmujących się improwizacją.
Lista festiwali teatrów improwizowanych:
- ImproFest (Kraków) – międzynarodowy festiwal istniejący od 2011 r.
- Podaj Wiosło (Gdańsk) – ogólnopolski festiwal istniejący od 2012 r.
- Warsaw Improv Festival (Warszawa) – anglojęzyczny festiwal istniejący od 2017 r.
- Improdrom (Bydgoszcz) – międzynarodowy festiwal istniejący od 2014 r.